# Jorge Insfran
Jorge Pantaleon Insfran más conocido como Ropero Insfran (Luque, Paraguay, 27 de julio de 1950) es un exfutbolista paraguayo, que se desempeñó como delantero y que militó en diversos clubes de Paraguay, Argentina, España y Bolivia. Así también en la Selección de Futbol de Paraguay.

## Clubes
| Clubes                | Pais      | Año         |
| --------------------- | --------- | ----------- |
| Club Sportivo Luqueño | Paraguay  | 1973 - 1974 |
| Club Olimpia          | Paraguay  | 1975        |
| Real Zaragoza         | España    | 1976 - 1977 |
| Granada FC            | España    | 1977        |
| Real Zaragoza         | España    | 1978 - 1979 |
| Granada FC            | España    | 1979 - 1980 |
| Boca Juniors          | Argentina | 1980        |
| Club Libertad         | Paraguay  | 1981        |
| Wilstermann           | Bolivia   | 1982        |
| The Strongest         | Bolivia   | 1983        |
| Club Sportivo Luqueño | Paraguay  | 1983        |

## Selección de Futbol de Paraguay
| Competición                              | Partidos | Goles |
| ---------------------------------------- | -------- | ----- |
| Eliminatorias Copa Mundial Alemania 1974 | 4        | 2     |
| Amistoso Internacional con Brasil        | 1        | 0     |